# 天才悪魔フー・マンチュー
『天才悪魔フー・マンチュー』（てんさいあくまフー・マンチュー、原題：The Fiendish Plot of Dr. Fu Manchu）は、1980年制作のアメリカ合衆国・イギリスのコメディ映画。
フー・マンチューをパロディ化した映画作品で、ピーター・セラーズがフー・マンチューとネイランド･スミスの二役を演じているほか、脚本と監督（一部シーン・クレジットなし）も兼任している。

## あらすじ
1933年。ヒマラヤのとある宮殿で宮殿の主フー・マンチュー博士の誕生パーティーが開かれていた。フー・マンチューは犯罪組織サイ・ファンを率いる世紀の大悪党である。今年で168歳を迎える彼の長寿の秘訣は、世界の秘宝とされているダイヤモンドをミックスして作った秘薬エリ・ビタであった。
しかしある日、彼の部下が不注意でそのエリ・ビタを台無しにしてしまう。エリ・ビタを作るには、ダイヤモンドを獲得しなくてはならない。そこでフー・マンチューは、ソビエトの博物館にあるレニングラードの星と、それと対をなすロンドン塔の宝石館に所蔵されているキャナリーを盗もうとする。
ソビエトの博物館からレニングラードの星を盗み出したフー・マンチューは、次いでキャナリーを盗むべく、ロンドンに渡る。しかしその前に、かつてフー・マンチューと対決して名を上げたロンドン警視庁のネイランド・スミス警部が立ちはだかる。

## キャスト
| 役名                                    | 俳優                     | 日本語吹替                         |
| 役名                                    | 俳優                     | TBS版                              |
| --------------------------------------- | ------------------------ | ---------------------------------- |
| フー・マンチュー博士/ネイランド・スミス | ピーター・セラーズ       | 羽佐間道夫                         |
| アリス・レイジ                          | ヘレン・ミレン           | 鈴木弘子                           |
| ロジャー・エイバリ―総監                 | デヴィッド・トムリンソン | 永井一郎                           |
| ロバート・タウンゼント                  | サイモン・ウィリアムズ   | 安原義人                           |
| ジョー・カポネ                          | シド・シーザー           | 阪脩                               |
| ピート・ウィリアムズ                    | スティーヴ・フランケン   | 峰恵研                             |
| パーキンス                              | ジョン・ラ・メザラ―      | 八奈見乗児                         |
| サッド卿                                | ジョン・シャープ         | 増岡弘                             |
| 不明 その他                             |                          | 秋元羊介 亀井三郎                  |
|                                         |                          |                                    |
| 演出                                    | 演出                     | 蕨南勝之                           |
| 翻訳                                    | 翻訳                     | 進藤光太                           |
| 効果                                    |                          |                                    |
| 調整                                    |                          |                                    |
| 制作                                    | 制作                     | ザック・プロモーション             |
| 解説                                    | 解説                     | 荻昌弘                             |
| 初回放送                                | 初回放送                 | 1982年5月17日 『月曜ロードショー』 |